# Vottignasco
Vottignasco là một đô thị tại tỉnh Cuneo trong vùng Piedmont của Italia, vị trí cách khoảng 60 km về phía nam của Torino và khoảng 20 km về phía bắc của Cuneo. Tại thời điểm ngày 31 tháng 12 năm 2004, đô thị này có dân số 575 người và diện tích là 8,4 km².
Đô thị Vottignasco có các frazione (đơn vị cấp dưới) Tetti Falchi.
Vottignasco giáp các đô thị: Savigliano và Villafalletto.